# Bernhard Lindahl
Johan Bernhard Lindahl, född 24 mars 1925 i Burträsks församling, Västerbottens län, död 11 december 2015 i Farsta församling, Stockholm, var en svensk arkitekt.
Lindahl, som var son till hemmansägare Wilhelm Lindahl och Hilda Lindahl, avlade studentexamen som privatist 1945 och utexaminerades från Kungliga Tekniska högskolan 1952. Han var anställd på olika arkitektkontor 1951–1955, tjänstgjorde vid bland annat Building College i Addis Abeba 1955–1960, blev arkitekt vid FFNS Arkitektbyrå AB i Stockholm 1960 och informationschef vid AB Svensk Byggtjänst i Stockholm 1970.